# Barrio Concha y Toro
El Barrio Concha y Toro se encuentra entre las calles Alameda, Erasmo Escala, Ricardo Cumming y Brasil en el sector poniente de la ciudad de Santiago de Chile. Se caracteriza por sus calles empedradas y antiguas mansiones que reflejan la elegancia y riqueza de principios del siglo XX. Su acceso es fácil, ya que está a pasos de la Estación República del Metro y cuenta con movilización por el eje de Avenida Alameda.

## Arquitectura
Declarado barrio típico por sus fachadas neoclásicas, góticas, art deco y beaux arts.
Las viviendas, poseen todas un estilo ecléctico historicista y fueron diseñadas por los grandes arquitectos de la época entre los que se cuentan Larraín Bravo, González Cortés, Siegel, Alberto Álamos, Smith Solar, Machicao y Bianchi, logrando gran armonía, a pesar de las diferencias individuales (se recogen formas neo-góticas, neoclásicas, barrocas y académicas). 
El objetivo fue reproducir un barrio europeo, de tal modo se construyó un barrio de calles cortas y curvas entre cruzadas entre sí con viviendas en fachada continua organizada en torno a la ex-plazoleta Du Pont (hoy de la Libertad de Prensa). 
Remata el acceso al barrio desde la Alameda el Teatro Carrera, obra de 1927 de los arquitectos Gustavo Monckeberg Bravo y José Aracena Aguilar, hoy monumento Nacional (D487 de 1989), cuya fachada principal –hacia Alameda- es una composición modernista con algunos elementos clásicos.

## Historia

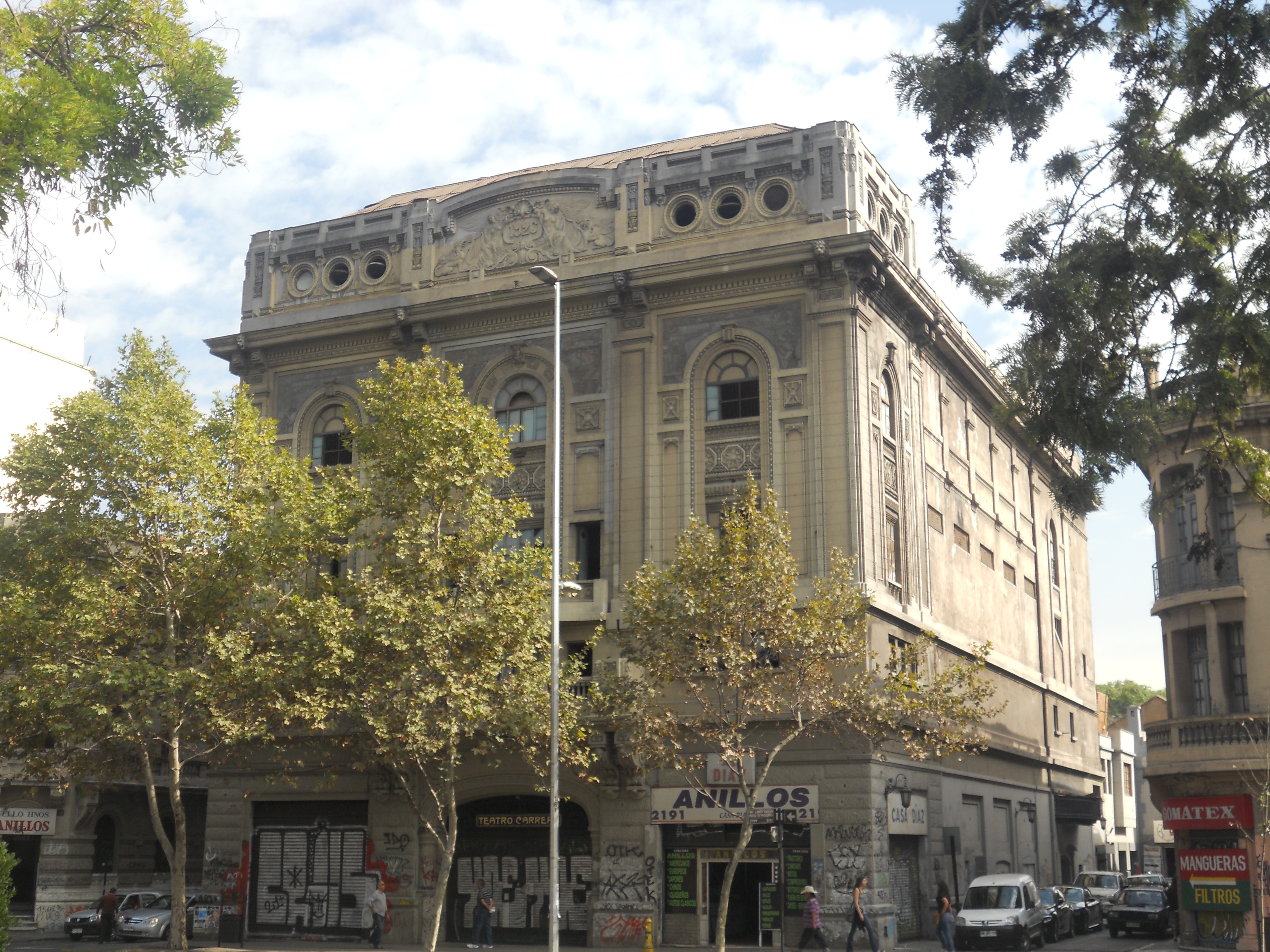
Teatro Carrera.

Para entender cómo se gestó el Barrio Concha y Toro es necesario remontarse 60 años antes de su construcción, durante el auge económico vivido en Chile entre 1870 y 1876, producto de la explotación minera y el descubrimiento del Mineral de Caracoles, durante dicho auge surgieron muchas fortunas de diferentes mineros y exploradores como José Díaz Gana y Enrique Concha y Toro.
Los orígenes de Enrique Concha y Toro - ingeniero y empresario minero - se remontan a la Colonia con José de Santiago Concha y Salvatierra (1667-1741), Marqués de la Casa Concha, caballero de la Orden de Calatrava, nacido en Lima, quién se desempeñó como oidor de la Real Audiencia de Chile, más tarde fue designado por el Virrey del Perú gobernador de Chile entre 1716 y 1717. Un hijo de su segundo matrimonio, don Melchor de Santiago Concha y Errazquin se radicó en Chile en 1755, hijo de este último fue, José María Concha y Jiménez  (1760-1835), que también fue designado Gobernador Interino de Chile en 1801. Está familia aún conserva los títulos en Perú y España. 
Don Melchor De Santiago-Concha y Cerda fue hijo del anterior, fue abogado, diputado, juez y senador, redactor de la constitución de 1828, llamada “liberal”. Había casado con Damiana de Toro y Guzmán, de este matrimonio tuvieron 6 hijos. 

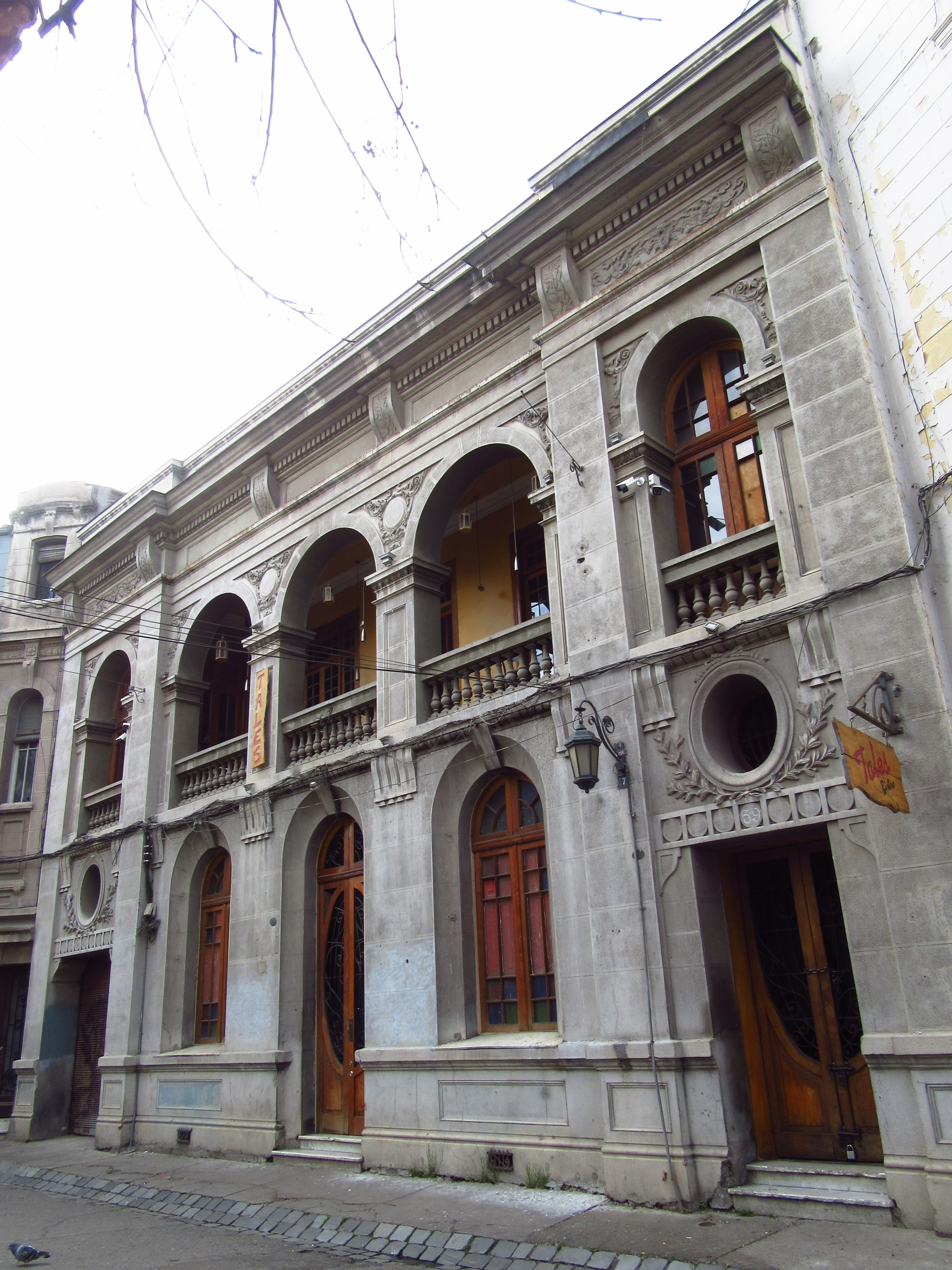
Casa en la calle Concha y Toro.

De éstos el mayor, igualmente llamado Melchor, suprimió la partícula De Santiago de su apellido transformándolo en Concha y Toro. Todos sus hermanos hicieron lo mismo para distinguirse de otras personas que se apellidaban Concha. Melchor fue el fundador de la viña Concha y Toro, además de ser diputado y banquero. Había casado con Emiliana Subercaseaux Vicuña, nacida en 1832 hija de Ramón Subercaseaux y Magdalena Vicuña

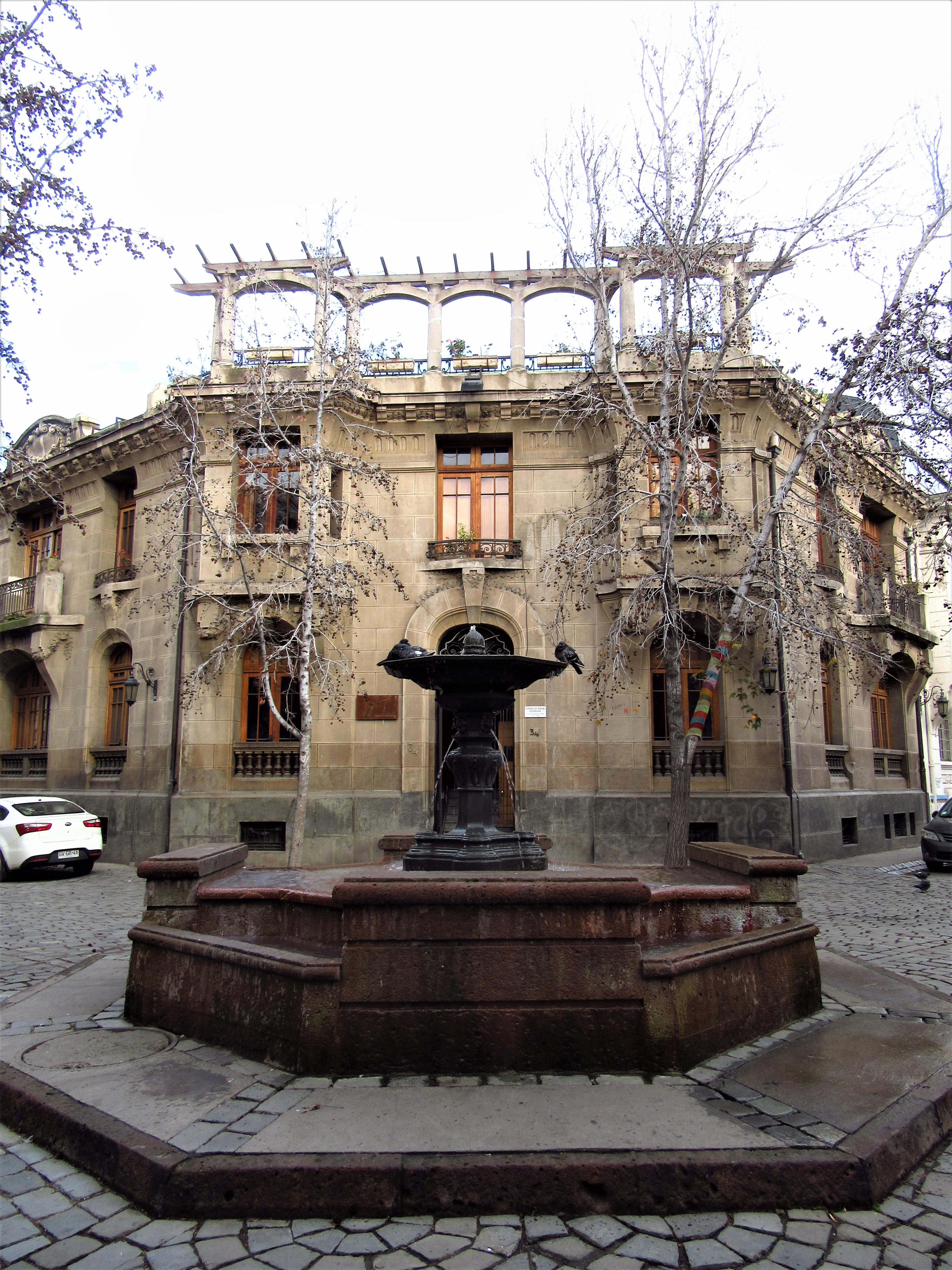
Fuente en la plaza de la Libertad de Prensa.

Por su parte Enrique Concha y Toro era el menor de los seis hermanos. Estudió ingeniería en la Universidad de Chile, donde se recibió en 1865 siendo discípulo de Ignacio Domeyko. Como ingeniero se dedicó a la exploración y explotación minera tanto en Chile como Bolivia, realizó y publicó diversos estudios geológicos de Chile, “Jeolojía: Memoria sobre las formaciones cuaternarias, terciarias i cretáceas superior de Chile, relativas principalmente a la parte meridional de este país”, en 1869; “Discurso de incorporación en la Facultad de matemáticas”, 1872; “Estudio sobre el carbón fósil de Chile”, 1876; (Encargado por Ignacio Domeyko), “Mineral de Las Condes : minas del Grupo Isolina”, 1889. Entre otras.
En 1897 Enrique Concha y Toro se asocia con Carlos Irarrázabal, dueño del mineral de El Teniente, para explotarlo, para ello realizan un completo levantamiento, llegando al convencimiento de que su explotación reclamaba grandes capitales que no poseían. Apelan a los conocimientos técnicos del ingeniero italiano de larga residencia en el país, Marco Chiapponi, para interesar a inversionistas extranjeros a que adquieran el yacimiento. Chiapponi logra que el ingeniero de minas William Braden, venga a Chile a comienzos de 1904 y lo compre a través de la Braden Copper Company.
Desde el descubrimiento del Mineral de Caracoles fue uno de sus primeros explotadores, gracias a esto rápidamente se enriqueció al igual que José Díaz Gana, pero a diferencia de este último se dedicó a seguir haciendo más exploraciones y explotaciones creando junto a su hermano Melchor una sociedad minera en Oruro, Bolivia. Lo que impidió que al sobrevenir la crisis económica de 1876 perdiera sus inversiones y fortuna.
Así que luego de perder su patrimonio José Díaz Gana, el nuevo dueño de la Quinta y el Palacio Díaz-Gana fue Enrique Concha y Toro.
Estaba casado con doña Teresa Cazotte Alcalde, hija de Henry Cazotte de la Tout, primer embajador de Francia en Chile y María del Carmen Alcalde Velasco retratada por Raymond Monvoisin en 1843, óleo que se conserva en el Museo Nacional de Bellas Artes. Tuvo tres hijos del matrimonio, Teresa, Enrique y Luisa Concha Cazotte.
De esta forma el Palacio Díaz Gana pasó a llamarse Palacio Concha-Cazotte, y por más de 40 años gran parte del acontecer de la vida social de la ciudad de Santiago se desarrolló en este palacio morisco de más de 3500 m².

## Construcción del Barrio Concha y Toro

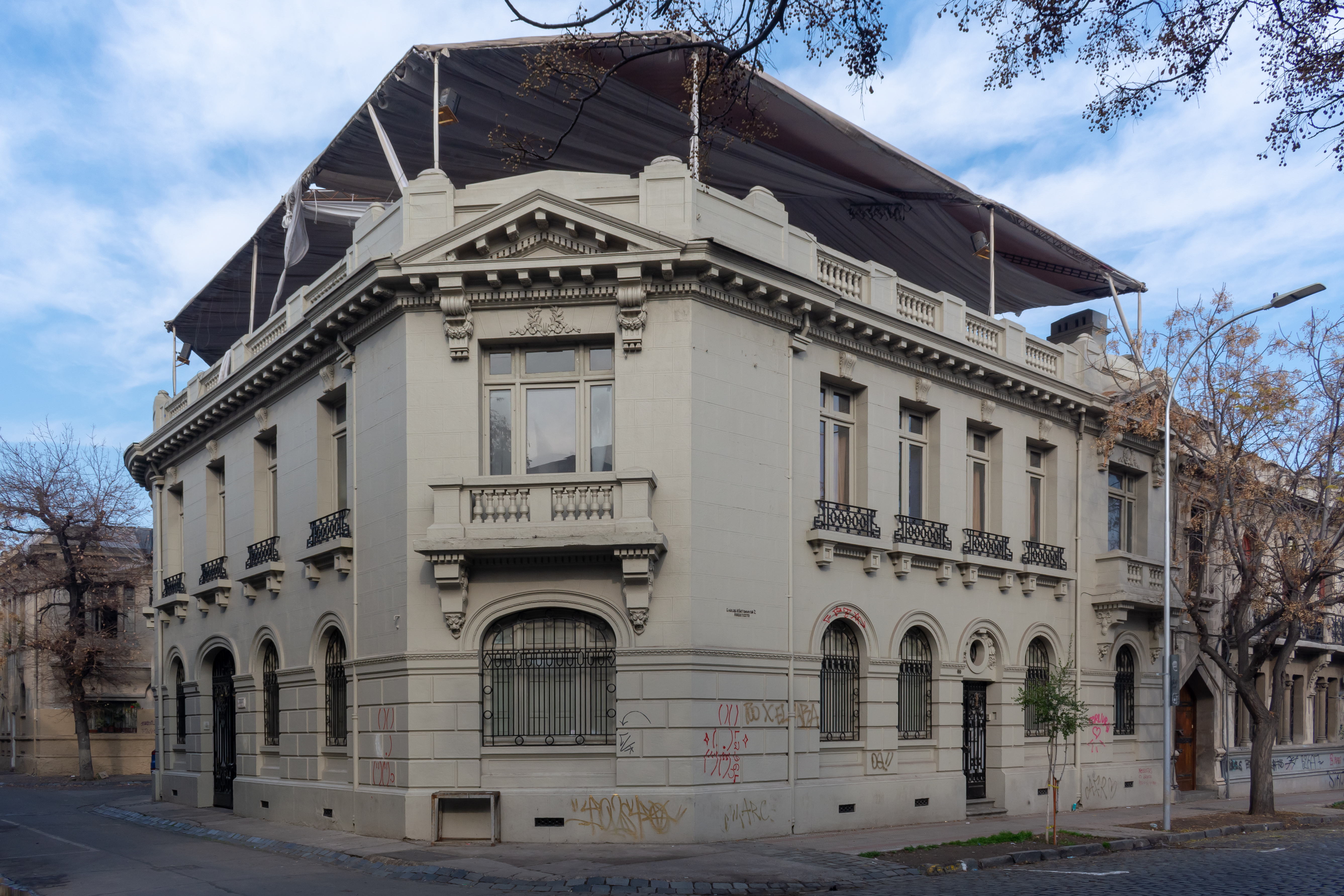
Palacio Concha construido en 1920 Ubicado en Erasmo Escala esquina Concha y Toro - Puerta de entrada al Barrio Concha y Toro.

A medida que los Concha Cazotte fueron perdiendo su patrimonio económico, fueron vendiendo sus antiguas posesiones hasta que en 1922, año en que muere don Enrique, su viuda, decidió urbanizar la quinta, para ello encargó su loteo a Arturo Besa Rodríguez, también industrial minero.
Doña Teresa quiso reproducir en la antigua quinta un barrio europeo que había visitado en su juventud y del que quedó encantada, de tal modo se construyó un barrio de calles cortas y curvas entre cruzadas entre sí con viviendas en fachada continua organizada en torno a la ex-plazoleta Du Pont (hoy de la Libertad de Prensa). Donde estaban los antiguos jardines se construyó el Teatro Carrera.
Los primeros habitantes del barrio estaban íntimamente vinculados al círculo más cercano de los Concha Cazotte, muchos de los cuales asistentes del famoso Baile de Máscaras de 1912, entre estos encontramos a las familias Santa María, Lynch, Sánchez, Ossa, Cox, por nombrar algunas.. También se establecieron en el barrio Joaquín Edwards Bello y Vicente Huidobro. Así como muchas familias vinculadas a la minería.
A la muerte de Doña Teresa en 1932, sus hijos rematan el Palacio (que había quedado tras el Teatro Carrera) y que fue demolido. En su lugar se construyeron nuevas casas, con una volumetría menor al resto de las existentes en el barrio, excepto por una edificación de línea Bauhaus. 
Por Decreto Supremo n.° 276 del 19 de mayo de 1989, el barrio fue declarado Monumento Histórico Nacional y catalogado como Zona Típica, siendo el Consejo de Monumentos Nacionales la entidad que fiscaliza su preservación.